# The Following Options
The Following Options is de negende aflevering van het negende seizoen van het tienerdrama Beverly Hills, 90210, die voor het eerst werd uitgezonden op 9 december 1998.

## Plot
David en Steve zijn op bezoek bij Samantha en David vindt haar echt alternatief en vraagt haar voor een interview bij zijn radiozender. Samantha denkt nu dat zij gevraagd wordt omdat zij lesbisch is en Samantha weigert het verzoek. David wist dit niet en staat met een mond vol tanden, nu vraagt Samantha zich af waarom Steve dit tegen niemand verteld heeft. Samantha gaat nu toch akkoord met het interview en David vindt het wel cool dat zij lesbisch is en ervoor uit wil komen. Steve heeft wel moeite met het feit dat zij lesbisch is en als er een andere sensatiekrant belt voor nieuws over zijn moeder dan vertelt Steve meer dan dat hij zou moeten doen en hier is Samantha niet blij mee. Later praten Steve en Samantha het uit en Steve kan het nu accepteren.
Kelly heeft de volmacht over de behandelingen van haar opa die op sterven ligt, opa wil geen behandelingen meer en wil vredig sterven. Zij wordt gebeld met de mededeling dat opa een longontsteking heeft gekregen en er wordt gevraagd war er moet gebeuren. Kelly kan het niet over haar hart verkrijgen om niets te doen en vordert de dokters om alles te doen om hem te helpen. Later als opa weer bijgekomen is dan is hij teleurgesteld in Kelly en wil gewoon rustig sterven. Als opa weer opgeknapt is dan neemt Jackie hem mee naar haar huis waar hij kan rusten. Matt wil Kelly helpen en vergezelt haar in het ziekenhuis, daar komt hij een oude studiemaat van hem tegen die voor een tabaksfabrikant werkt en vraagt Matt of hij interesse heeft om bij hem te komen werken. Matt heeft hier wel oren naar omdat hij nog steeds blut is, Kelly daarentegen wil absoluut niet dat hij voor zo´n fabrikant werkt. Dit mede door het feit dat haar opa nu op sterven ligt door tabak.
Als Donna in haar winkel bezig is dan krijgt zij bezoek van een aantal jonge meisjes die lid zijn van een bende, een meisje genaamd Sonia valt hier een beetje buiten en Donna wil over haar ontfermen en verkoopt haar een jurk op de pof. Later komt Sonia terug met de benden en zegt dat de jurk beschadigd was toen zij het meekreeg. Terwijl zij dit zegt haalt zij een mes tevoorschijn en snijdt de jurk kapot. Later komt Sonia alleen terug en vertelt Donna dat zij er spijt van heeft en dat zij dit doet om in de bende te komen. Donna vergeeft het haar en geeft haar een baantje zodat zij de jurk terug kan verdienen en wil ervoor zorgen dat zij uit de bende blijft.
Dylan heeft zijn oude porsche uit de garage gehaald en alle herinneringen komen terug: de dood van zijn vrouw die in deze zelfde auto doodgeschoten is (zie aflevering One Wedding and a Funeral). Hij heeft er veel moeite mee en besluit dan om de auto te verkopen, zodat hij met zijn leven verder kan. Hij verkoopt zijn auto en wil daarna het geld verbranden, omdat hij dit niet wil houden. Terwijl hij het geld aan het verbranden is, komt er een drugsdealer langs die Dylan overhaalt om het geld te gebruiken voor heroïne.
Gina blijkt steeds meer interesse te krijgen in Dylan en vraagt aan de rest hoe hij en Kelly tegenover elkaar staan.

## Rolverdeling
- Jennie Garth - Kelly Taylor
- Ian Ziering - Steve Sanders
- Brian Austin Green - David Silver
- Tori Spelling - Donna Martin
- Luke Perry - Dylan McKay
- Joe E. Tata - Nat Bussichio
- Lindsay Price - Janet Sosna
- Daniel Cosgrove - Matt Durning
- Vanessa Marcil - Gina Kincaid
- Ann Gillespie - Jackie Taylor
- Vincent Young - Noah Hunter
- Mariam Parris - Sonia
- Christine Belford - Samantha Sanders
- Harrison Young - opa Ed
- Darby Hinton - dokter